# Barbodes jolamarki
Barbodes jolamarki és una espècie de peix cipriniforme de la família dels ciprínids que es troba a Tailàndia.